# Oistra
Oistra är en bergstopp i Österrike.   Den ligger i distriktet Völkermarkt och förbundslandet Kärnten, i den sydöstra delen av landet, 230 km sydväst om huvudstaden Wien. Toppen på Oistra är 1 577 meter över havet.
Terrängen runt Oistra är kuperad norrut, men söderut är den bergig. Närmaste större samhälle är Völkermarkt, 16,2 km norr om Oistra. 
I omgivningarna runt Oistra växer i huvudsak blandskog. Runt Oistra är det glesbefolkat, med 20 invånare per kvadratkilometer.